# Ramon Casas
Ramon Casas i Carbó (uttal: /rəˈmoŋ ˈkazəs/), född 5 januari 1866 och avliden 1 mars 1932, var en katalansk (spansk) bildkonstnär. Han levde under en turbulent tid i hemstaden Barcelona. Han var känd som en porträttkonstnär och både tecknade och målade av den intellektuella, ekonomiska och politiska eliten i bland annat Barcelona, Paris och Madrid. Han uppmärksammades även för sin målningar av gatuvyer och folksamlingar.
Casas var också en grafisk konstnär, och hans affischer och vykort bidrog till att utforma den katalanska konströrelsen modernisme.

## Biografi

### Barcelona och Paris
Ramon Casas föddes i Barcelona. Hans far hade gjort sig en förmögenhet på Matanzas på Kuba, medan modern kom från en välbärgad katalansk släkt. 1877 avbröt han (som elvaåring) sin vanliga skolgång för att istället börja studera konst vid Joan Vicens ateljé.
Fyra år senare var han medgrundare av tidskriften L'Avenç, vars nummer från den 9 oktober 1881 innehöll Casas skiss över Sant Benet-klostret i Bages. Samma månad flyttade han för första gången till Paris, åtföljd av sin kusin läkarstudenten Miquel Carbó. Under den kommande vintern studerade han vid Carolus Duran-akademin och senare vid Gervex-akademin, samtidigt som han fungerade som Pariskorrespondent för L'Avenç.

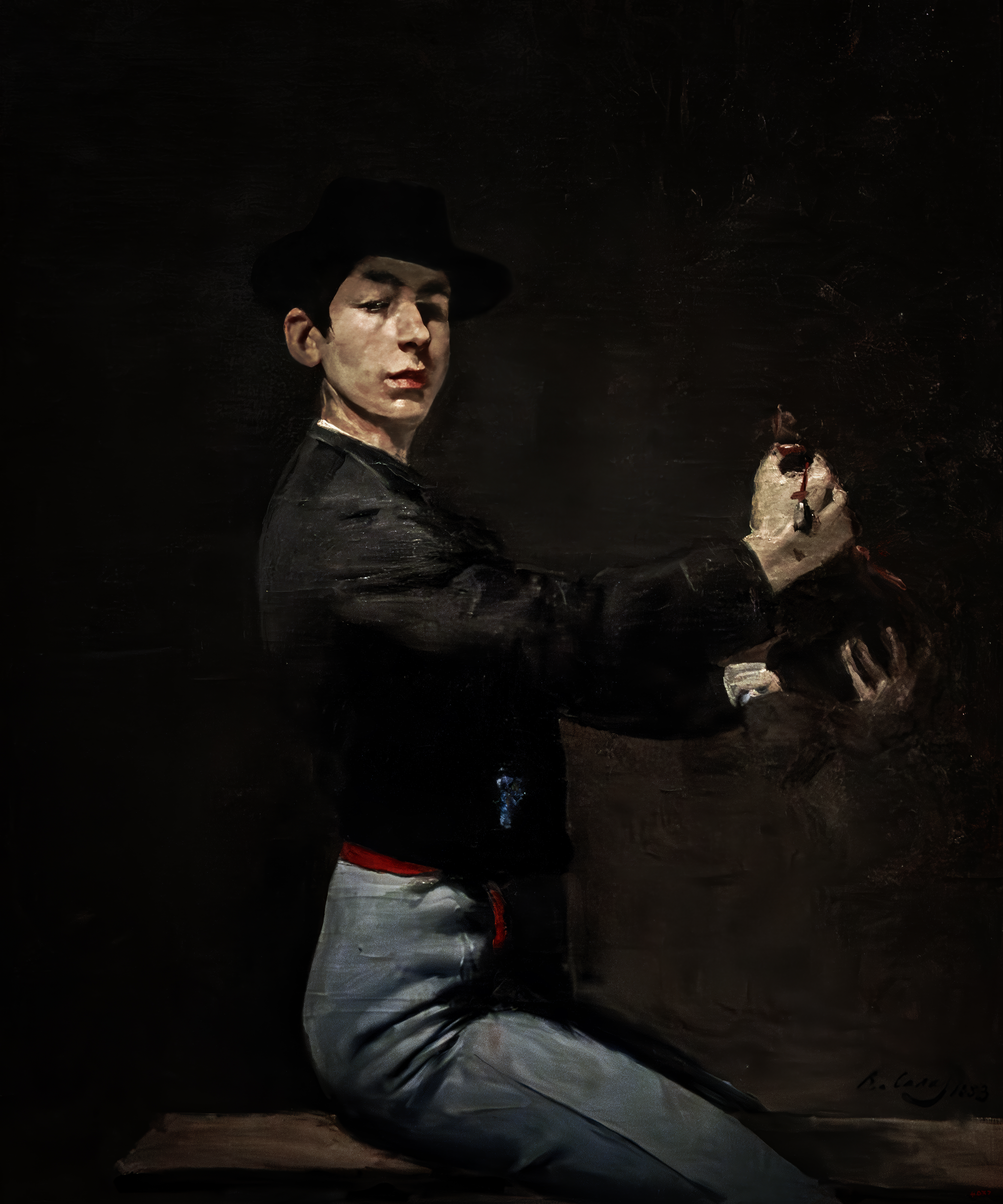
Självporträtt som en flamencodansare (1883).

Året därpå ställdes en av Casas tavlor ut i Barcelona på Sala Parés. 1883 visade hans självporträtt som flamencodansare på Salon des Champs-Elysées; målningen ledde till en inbjudan att bli medlem i den relativt nybildade konstnärsföreningen Société des artistes français.
Under de kommande åren fortsatte Casas sitt måleri och samtidiga resande, där han tillbringade de flesta höstar och vintrar i Paris och resten av året i Spanien – främst i Barcelona men även i Madrid och Granada. Hans målning – från 1886 – av en tjurfäktning i Madrid var den första i raden av detaljerade Casas-målningar av folksamlingar. Samma år övervann han en period av TBC, och han tillbringade sin konvalescens i Barcelona. Bland konstnärerna han träffade under denna tiden och som influerade honom var Laureà Barrau, Santiago Rusiñol, Eugène Carrière, Pierre Puvis de Chavannes och Ignacio Zuloaga.
Casas och Rusiñol reste genom Katalonien under 1889, och de skrev boken Por Cataluña (desde mi carro) ihop (med text av Rusiñol och illustrationer av Casas). Efter återkomsten till Paris bodde de ihop vid Moulin de la Galette i Montmartre, tillsammans med målaren och kritikern Miquel Utrillo samt tecknaren Ramon Canudas. Rusiñol beskrev den här tiden i artikelserien "Desde el Molino" ("Från Kvarnen") för dagstidningen La Vanguardia (återigen med illustrationer av Casas).
Som medlem av Société d'artistes françaises kunde Casas årligen ställa ut två verk på deras konstsalong, utan att behöva gå genom en jurybedömning.

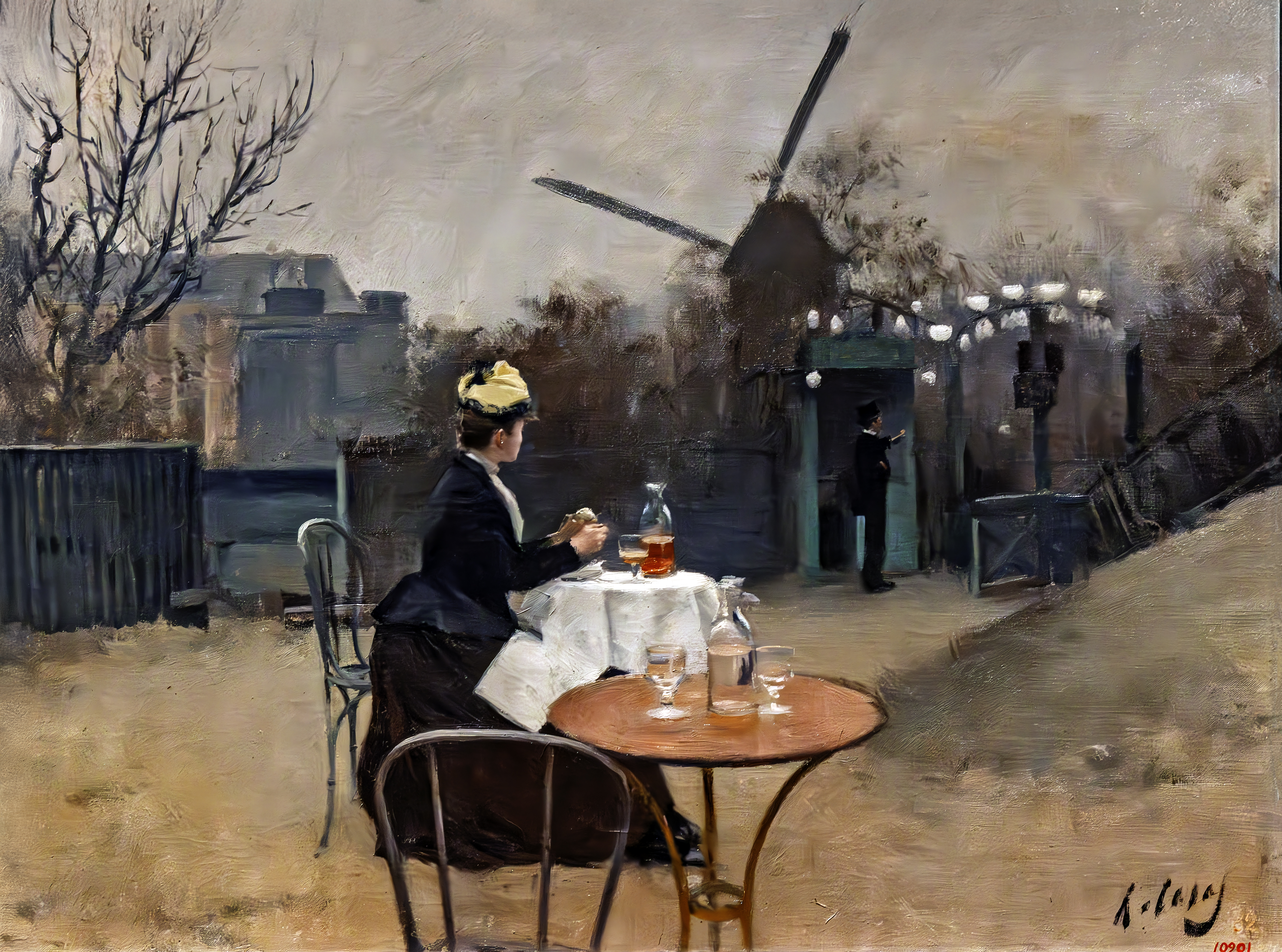
Plein air (cirka 1890).

Tillsammans med Rusiñol och skulptören Enric Clarasó ställde Casas 1890 ut på Sala Parés. Hans verk från den här perioden, som Plein air och Bal du Moulin de la Galette ligger någonstans emellan den akademiska konsten och den hos de franska impressionisterna. Den stil som senare kom att bli känd som modernisme hade ännu inte definierats, men nyckelfigurerna i konstriktningen började bli bekanta för varandra. Framgångsrika katalanska konstnärer kom vid den här tiden alltmer att förknippa sig med Barcelona som med Paris.
Ramon Casas namn spreds vidare genom Europa, och han ställde med framgång ut i Madrid (1892 och 1894), Berlin (1891 och 1896), liksom vid World's Columbian Exposition i Chicago (1893). Under tiden började bohemerna i Casas och Rusiñols umgängeskrets allt oftare arrangera egna utställningar i Barcelona och Sitges. Mot bakgrund av de här aktiviteterna slog han sig ner mer permanent i Barcelona, även om han fortsatte med sina återkommande Parisbesök till de årliga konstsalongerna.

### Els Quatre Gats
Den nya "modernistiska" konstvärlden fick ett ställe att samlas kring efter öppnandet av Els Quatre Gats, ett Barcelona-kafé modellerat efter Le Chat Noir i Paris. Det placerades på bottenvåningen av Casa Martí, ett hus ritat av arkitekten Josep Puig i Cadafalch på Carrer Montsió nära Barcelonas centrum. Kaféet öppnade i juni 1897 och höll öppet i sex års tid; senare återskapades det 1978.
Casas kompanjoner i kaféeföretaget var Pere Romeu – som agerade kafévärd – Rusiñol och Miquel Utrillo. På kaféet arrangerades tertulior och tillfälliga konstutställningar, inklusive den första soloutställningen av Pablo Picasso. Det mest framträdande av de permanent upphängda verken var ett lätt humoristiskt självporträtt av honom och Romeu på en tandemcykel. Originalet (eller den största delen av den – nästan en tredjedel av målarduken skars bort av en senare ägare) hänger numera i Barcelonas Museu Nacional d'Art de Catalunya (MNAC), medan en reproduktion finns i det återöppade Els Quatre Gats.
I likhet med Le Chat Noir startade Els Quatre Gats sin egen litteratur- och konsttidskrift, där Casas var en flitig bidragsgivare. Tidskriften var kortlivad, men den följdes av Pèl & Ploma (som överlevde kaféet självt med några år) och Forma (1904–1908). Även dessa hade bidrag från Casas. Pèl & Ploma sponsrade flera framstående konstutställningar, inklusive Casas egen välbesökta soloutställning (1899 på Sala Parés). På den utställningen syntes både en retrospektiv av hans oljemålningar och en uppsättning kolteckningar av framstående personligheter ur Barcelonas samtida kulturliv.

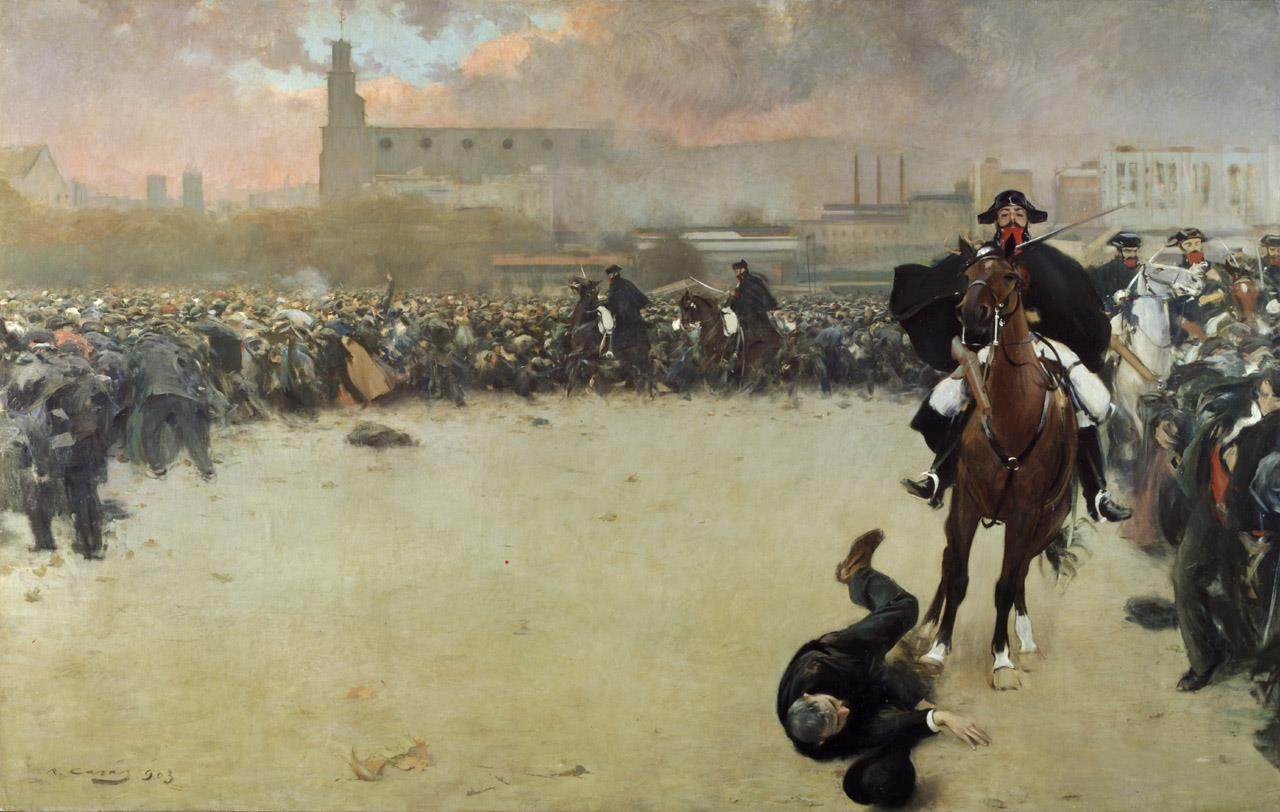
Stormningen eller Barcelona 1902 (målad cirka 1900!), belönad med Guldmedalj vid den nationella konstutställningen i Madrid 2014.

Els Quatre Gats-perioden gynnade Casas konstkarriär, och som delägare av ett kafé ägnade han sig en hel del åt grafisk formgivning. Casas kom att anamma den nya jugend-stilen, som kom att bli tätt förknippad med den katalanska modernisme. För kaféet tog han fram affischer, ofta med Romeus ansikte som framträdande ingrediens.
Casas förfärdigade också en serie av reklamaffischer för Codorníu, en stor tillverkare av cava (på affischerna marknadsförd som champagne) och anisette. Under det kommande årtiondet skulle Casas komma att formge reklam för allt från cigarettpapper till Enciclopèdia Espasa.

### Ökande berömmelse
Till Världsutställningen 1900 i Paris valde den spanska utställningskommittén två av Casas helkroppsporträtt – dels ett från 1891 av Erik Satie, dels ett från 1895 Casas syster Elisa. His Garrote Vil – en porträttering av en avrättning – vann honom ett pris i München 1901, och hans verk visades både i europeiska huvudstäder och utanför Europa (exempelvis i Buenos Aires). 1902 placerades tolv av hans dukar permanent i rotundan vid Cercle de Liceu, den exklusiva privata klubben kopplad till Barcelonas berömda operahus.
1903 blev Casas en fullvärdig medlem hos Salon de Champ de Mars i Paris. Därmed skulle han ha kunnat ställa ut där årligen, men i verkligheten deltog han endast i de två efterföljande årens salonger. 1903 års bidrag på salongen hade ursprungligen haft titeln La càrrega (Laddningen), men det gavs det nya namnet Barcelona 1902 som en referens till den då aktuella generalstrejken. I själva verket hade målningen, som visar Guardia Civil som skingrar en folkmassa, målats minst två år före strejken ifråga. 1904 fick målningen motta första pris vid den stora Madridutställningen.
Under 1904 års vistelse i den spanska huvudstaden producerade Casas en serie skisser över stadens intelligentsia. Han blev samtidigt bekant med målare som Eliseu Meifrèn och Joaquín Sorolla, liksom även med Agustí Querol (den spanska regeringens officielle skulptör). I Querols ateljé förfärdigade Casas ett ryttarporträtt över kung Alfonso XIII. Porträttet köptes strax därpå av den amerikanske konstsamlaren Charles Deering, som de kommande åren även beställde eller införskaffade ett antal av Casas målningar.

### Júlia Peraire

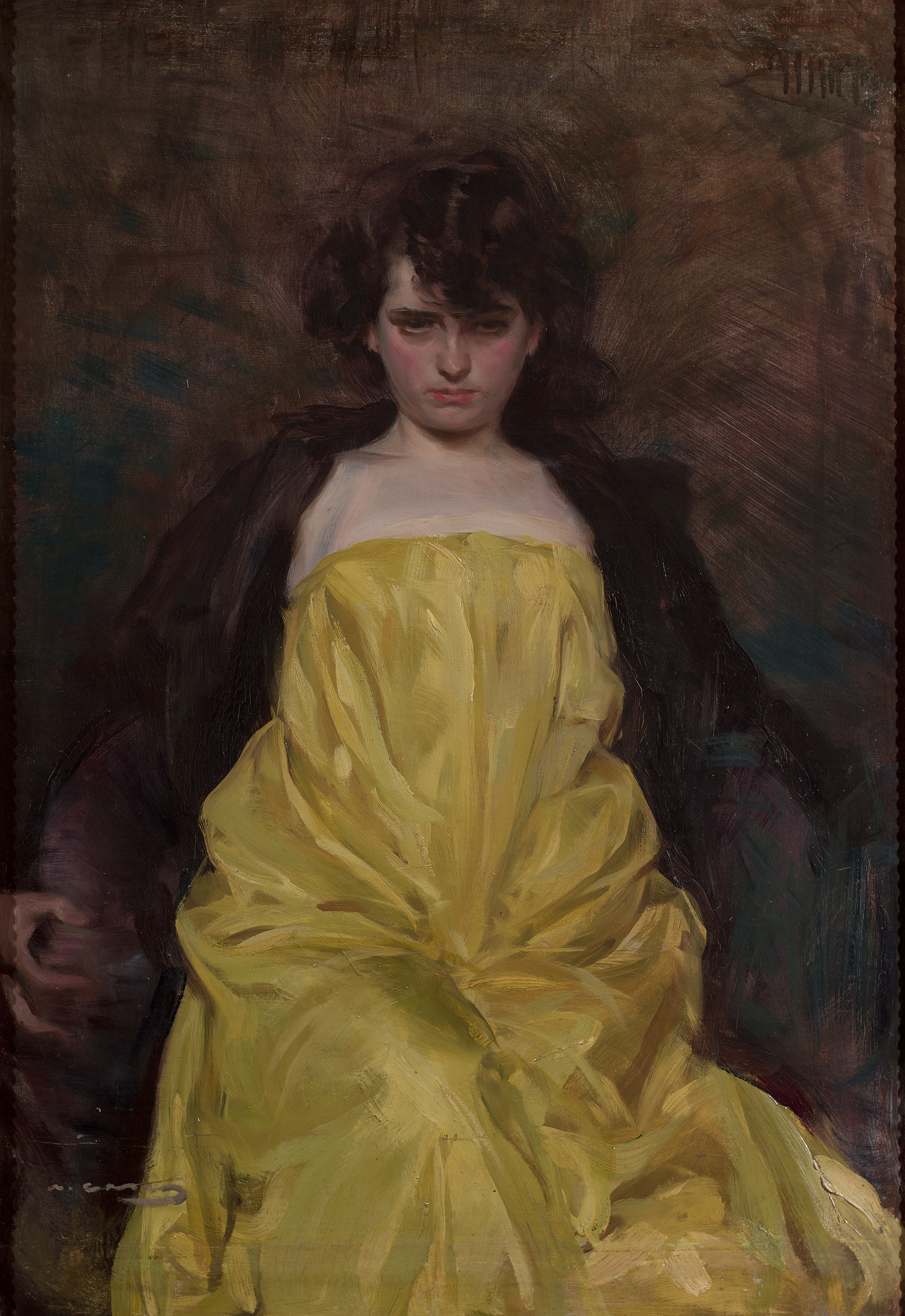
La Sargantaine, porträtt av Júlia Peraire (cirka 1907).

Casas var nu allt mer efterfrågad som porträttmålare och slog sig åter ner i Barcelona. Kort därefter blev han bekant med den unga konstmodellen Júlia Peraire, som var 22 år yngre än Casas. Han målade första gången av henne 1906, då hon var 18 år gammal.
Peraire blev inom kort Casas favoritmodell, liksom även hans älskarinna. Hans familj uppskattade dock inte partiet. Deras relation fortsatte trots detta, och 1922 gifte de sig med varandra.

### Mecenat och stjärnstatus
Casas mor inköpte 1907 det romanska klostret Sant Benet i Bages (som Casas tecknat av redan 1881 – se ovan) och hyrde in Puig i Cadafalch för att restaurera det. Casas kom att tillbringa stor tid där, och han avbildade senare det före detta klostet och dess omgivningar vid återkommande tillfällen. Fem år senare, när modern avled, kom han att ärva anläggningen.

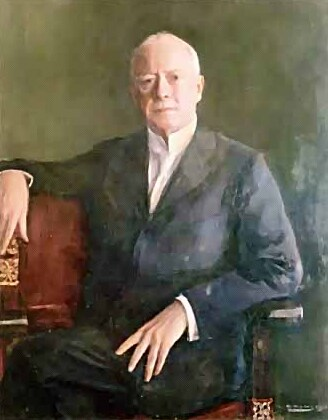
Casas porträtt av Charles Deering (cirka 1914).

1908 reste Casas och hans nyblivne konstmecenat Deering genom Katalonien. Deering köpte ett före detta sjukhus i Sitges, i syfte att omvandla det till en bostad för länge eller kortare vistelser. Miquel Utrillo gav stället namnet "Maricel". Senare samma år påbörjade Casas en sex månader lång resa till Kuba och USA, på Deerings inbjudan. Under denna period färdigställde han ett dussin oljeporträtt och ett trettiotal kolteckningar av Deerings vänner och affärskollegor.
När Casas i april 1909 återvände till Spanien, lät han arrangera soloutställningar i både Barcelona och Madrid. På galleriet Fayanç Català i Barcelona ställde han ut 200 kolteckningar, vilka han därefter donerade till Junta de Museus (numera finns de på Museu d'Art Modern de Barcelona). Hans utställning på Turistministeriet i Madrid inkluderade porträtt av stadens ledande personligheter, inklusive kung Alfonso.
Casas fortsatte sin verksamhet på ungefär samma sätt under de kommande åren. 1910 producerade han en målning med begravningen av hans vän konstkritikern och romanförfattaren Raimón Casellas som motiv. Casellas hade begått självmord året innan, kort efter Barcelonas "tragiska vecka" (oroligheter i staden i samband med Spaniens misslyckade försök att stävja revolten i Spanska Marocko). För Deering målade Casas en andra version av La carga, den här gången med en framträdande Guardia Civil-figuren i förgrunden till fots och inte på hästryggen.

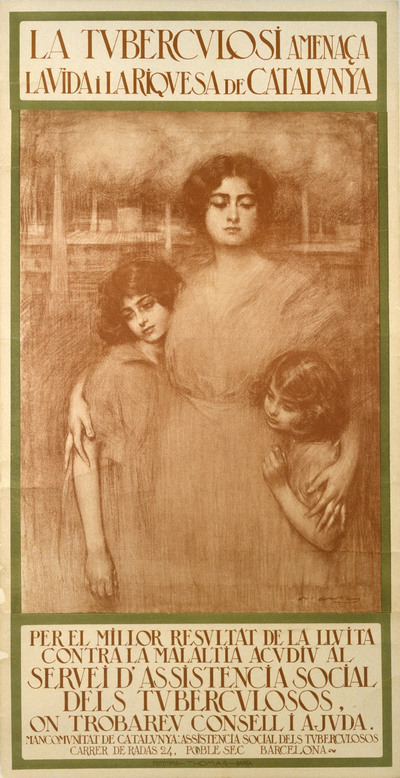
Affisch mot TBC (1929).

Fram till första världskrigets utbrott reste Casas flitigt omkring i Spanien och runt om i Europa, ibland ensam och ibland i sällskap med Deering. Han besökte bland annat Wien, Budapest, München, Paris, Nederländerna, Madrid och Galicien, och fortsatte samtidigt sätta upp större utställningar i Spanien och Frankrike. 
1913 förvärvade Casas en uppmärksammad tornbyggnad vid Carrer de Sant Gervasi (idag Carrer de les Carolines) i stadsdelen Sant Gervasi, ett hus som han gjorde till sitt hem. Två år senare firade han, Rusiñol och Clarasó där 25-årsjubileet av deras första gemensamma utställning i Sala Parés.

### Tamarit och senare år
1916 besökte Casas och Deering Tamarit. Deering köpte därefter hela den katalanska byn och gav i uppdrag åt Casas att restaurera den. Åratal senare (1924) återvände Casas till Tamarit för att göra ett antal landskapsmålningar med motiv från byns omgivningar.
Samma år (1916) köpte – återigen – Deering ett hus i Sitges, känt som Can Xicarrons, vilket idag är omvandlat till ett museum. I samma veva tillägnade tidningen Vell i Nou ('gammalt och nytt') ett helt nummer åt Casas.
Fram tills nu hade Casas hållit distans till första världskriget, men 1918 besökte han västfronten. Han målade i samma veva ett självporträtt där han bar en soldatmössa.
1921 återupptog Casas, Rusiñol och Clarasó sina årliga och grupputställningar på Sala Parés; dessa fortsatte fram till Rusiñols död 1931. Redan 1921 hade han dock kommit på kant med sin vän Utrillo över Maricel och Deering, och vänskapen återupptogs aldrig (Utrillo avled 1934). 
1922 kunde Casas äntligen gifta sig med Júlia Peraire. Två år senare följde hon med sin make på en resa till USA, där han återigen ägnade sig åt att måla av rikt och känt folk.
På 1920-talet hade Casas måleri tappat de avantgardistiska tendenserna från ungdomen. Hans målningar liknade mer akademisk konst än det han ägnade sig åt på 1890-talet. Han fortsatte att måla landskap och porträtt, vid sidan av en del affischer (bland annat en mot tuberkulos). När Casas 1932 avled, i hemstaden Barcelona kort efter etablerandet av den andra spanska republiken, var han redan mer av en konstnär från det förgångna.

## Bildgalleri

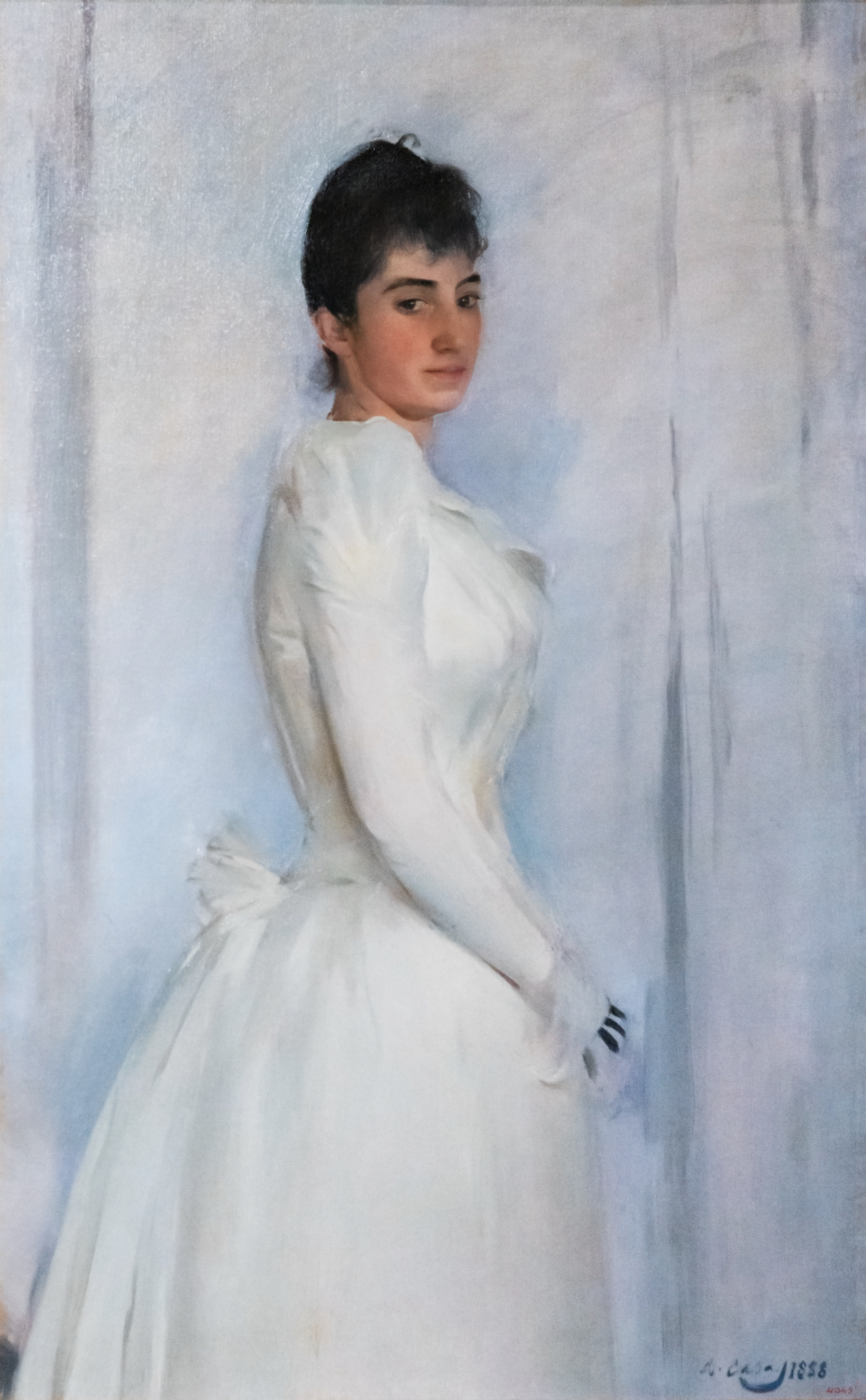
Porträtt av Montserrat Carbó (1888).
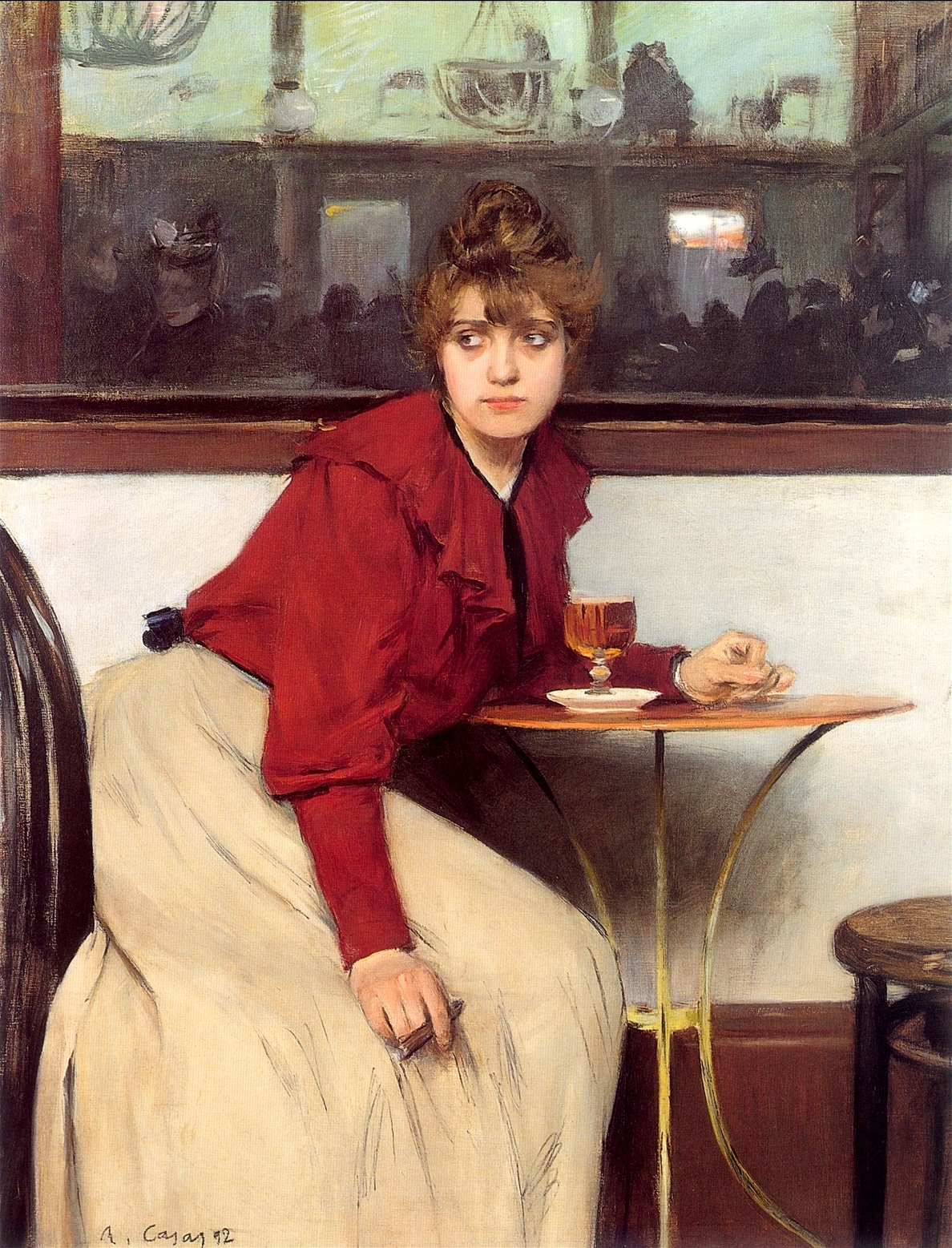
Au Moulin de la Galette (1892).
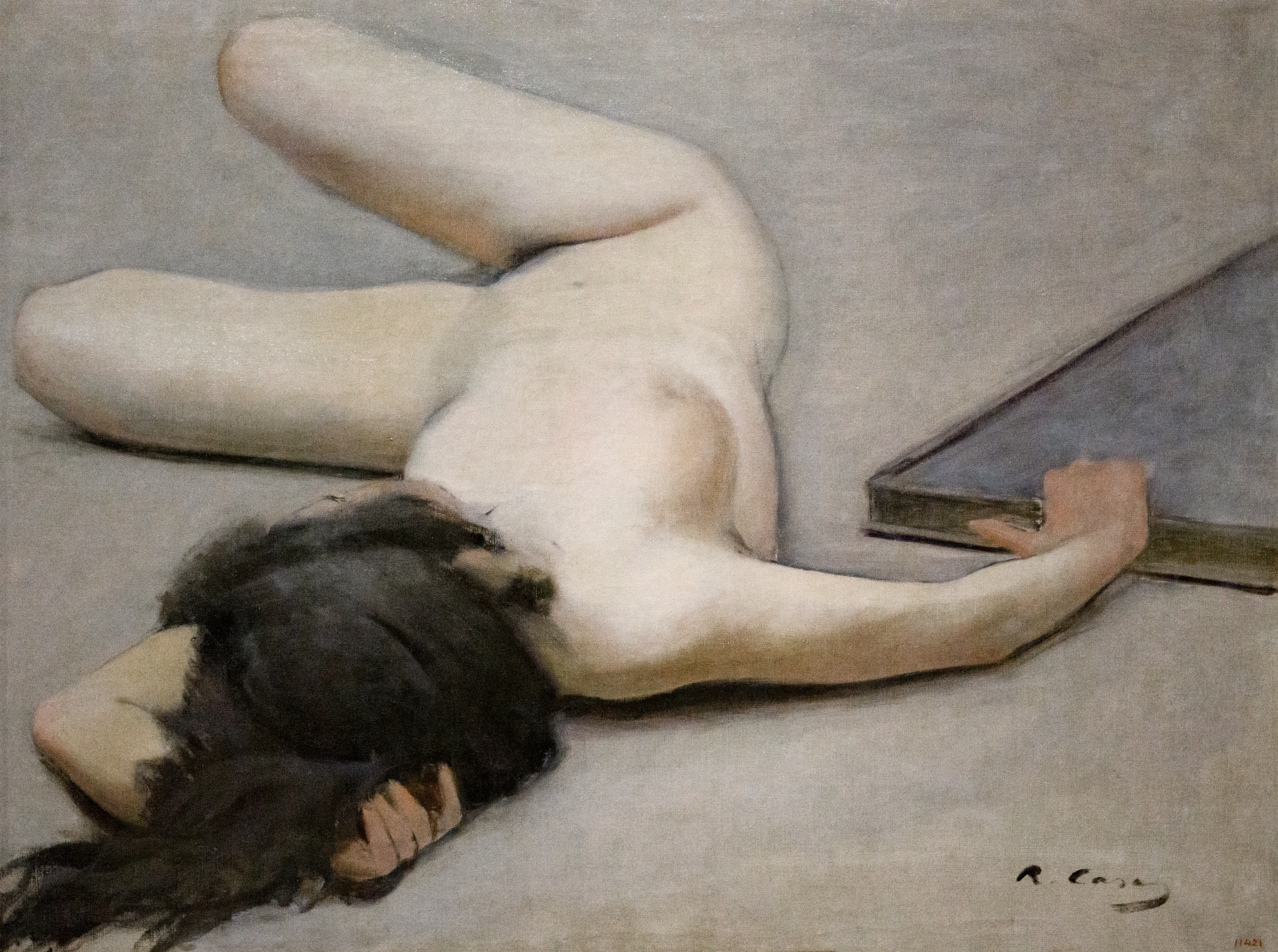
Kvinnlig nakenstudie (1894).
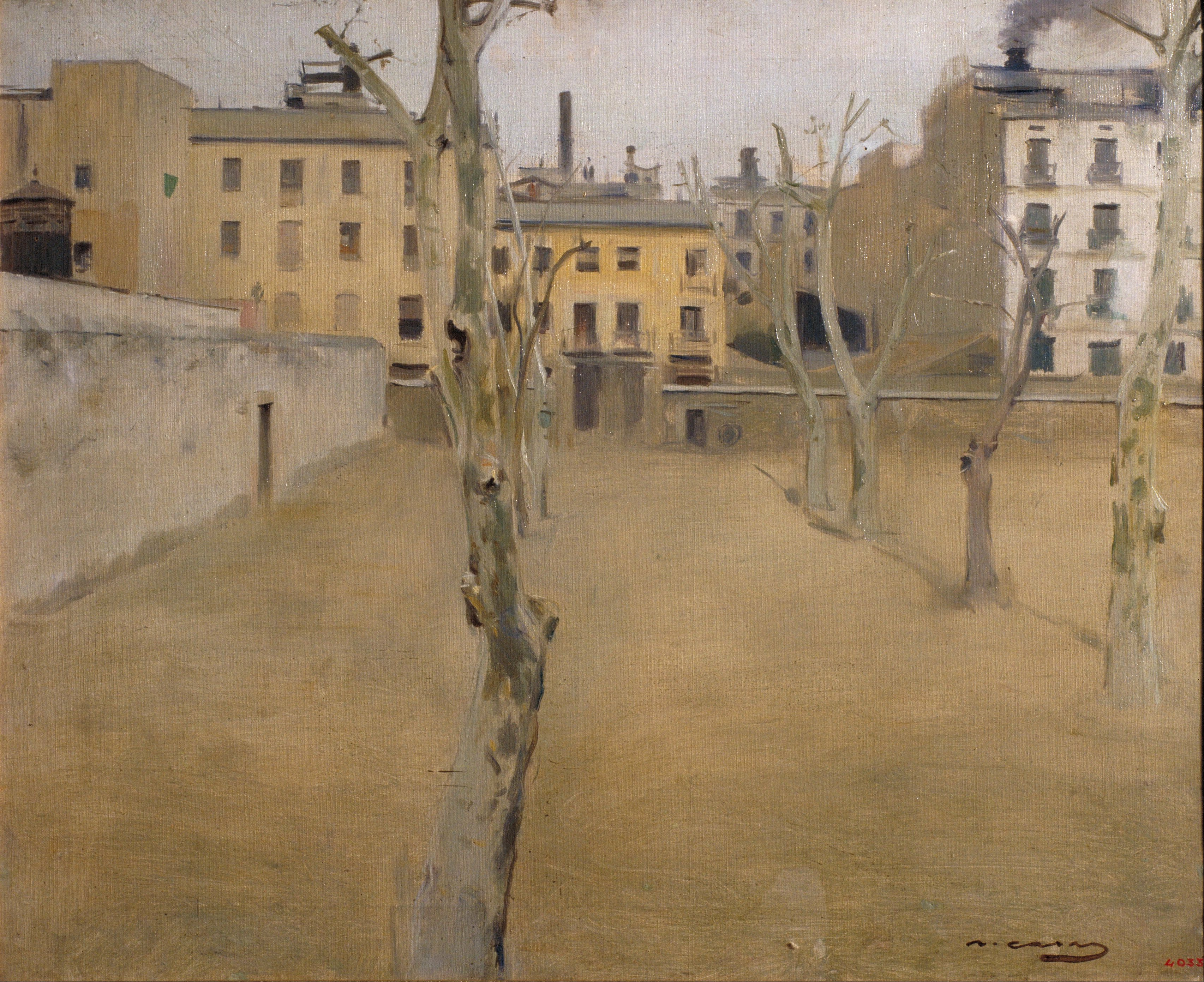
Fängelsegården vid Barcelonas gamla fängelse (cirka 1894).
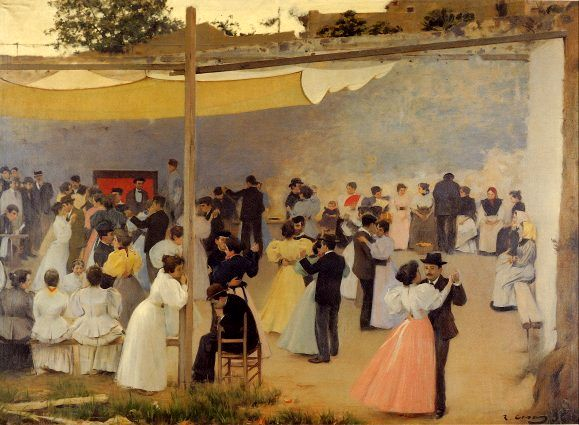
På balen (1896).
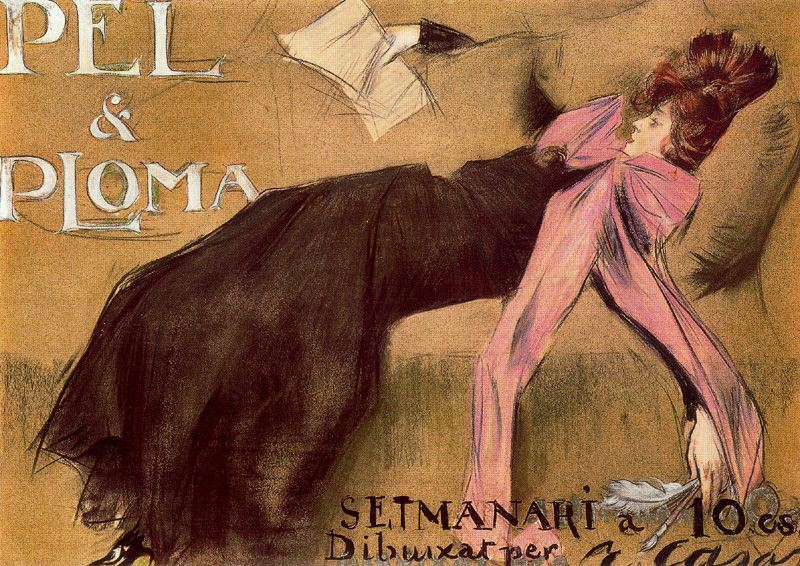
Decadente (1899).
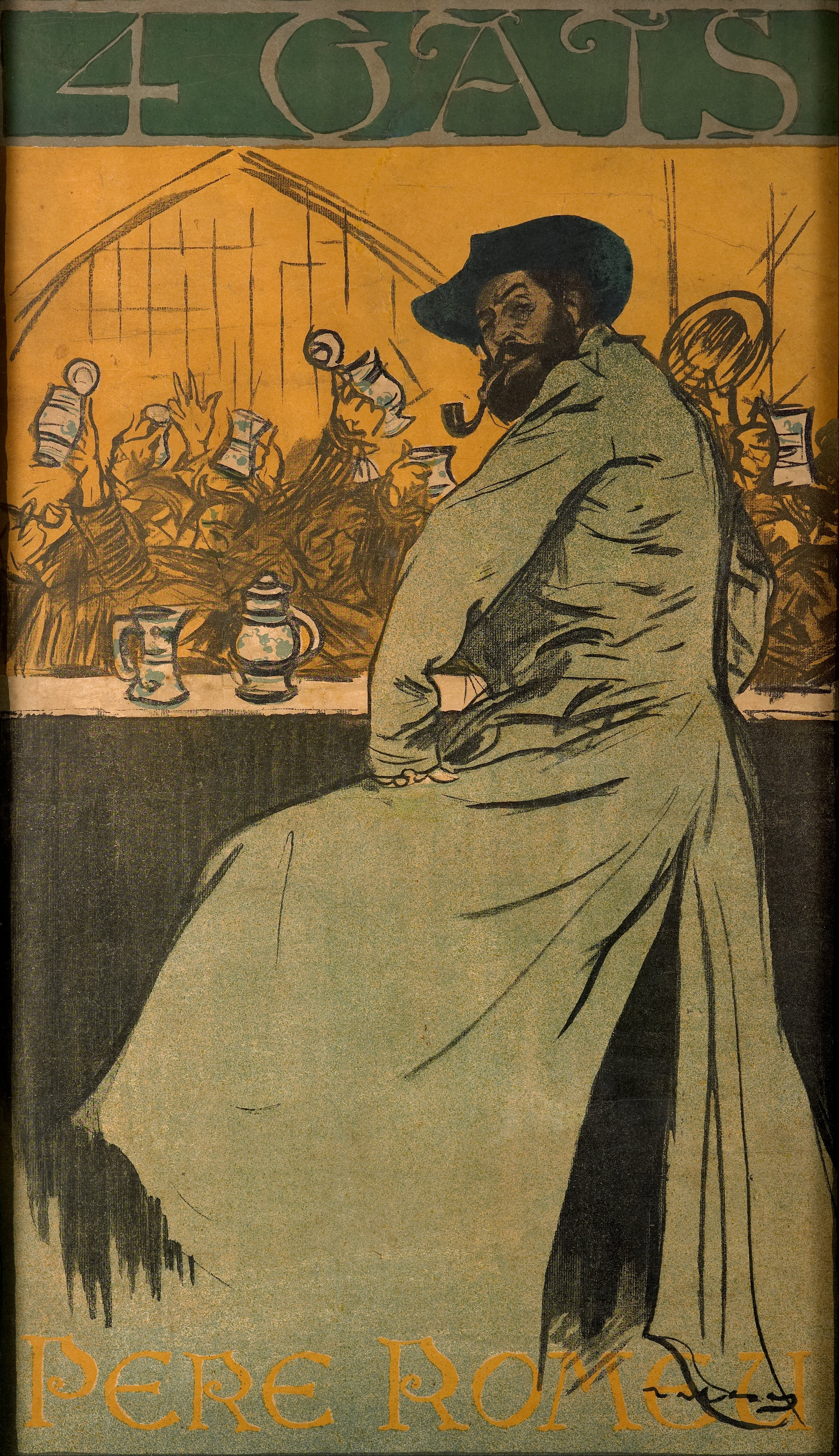
4 Gats (1900).
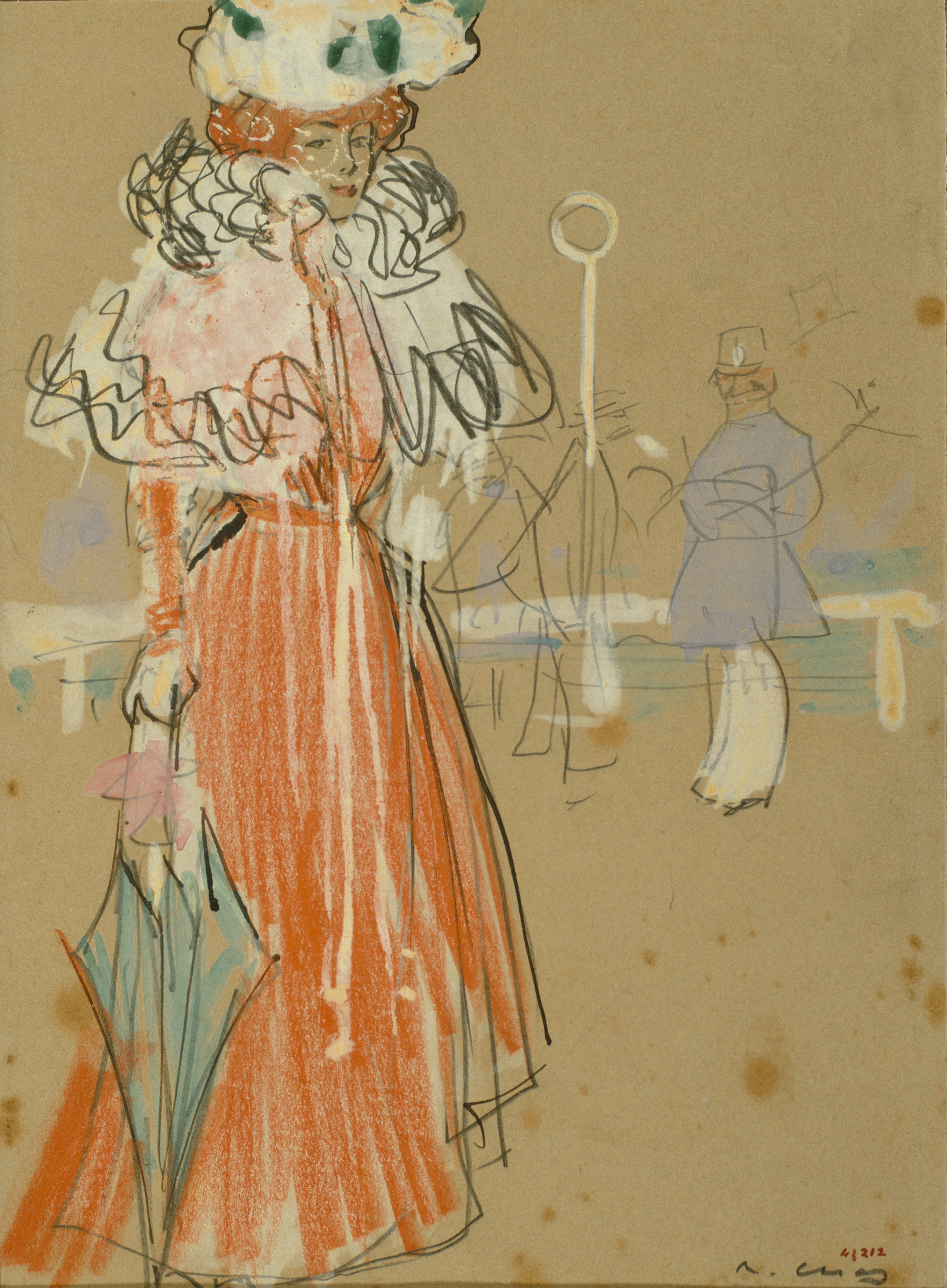
Kvinnlig figur i rött (cirka 1900).
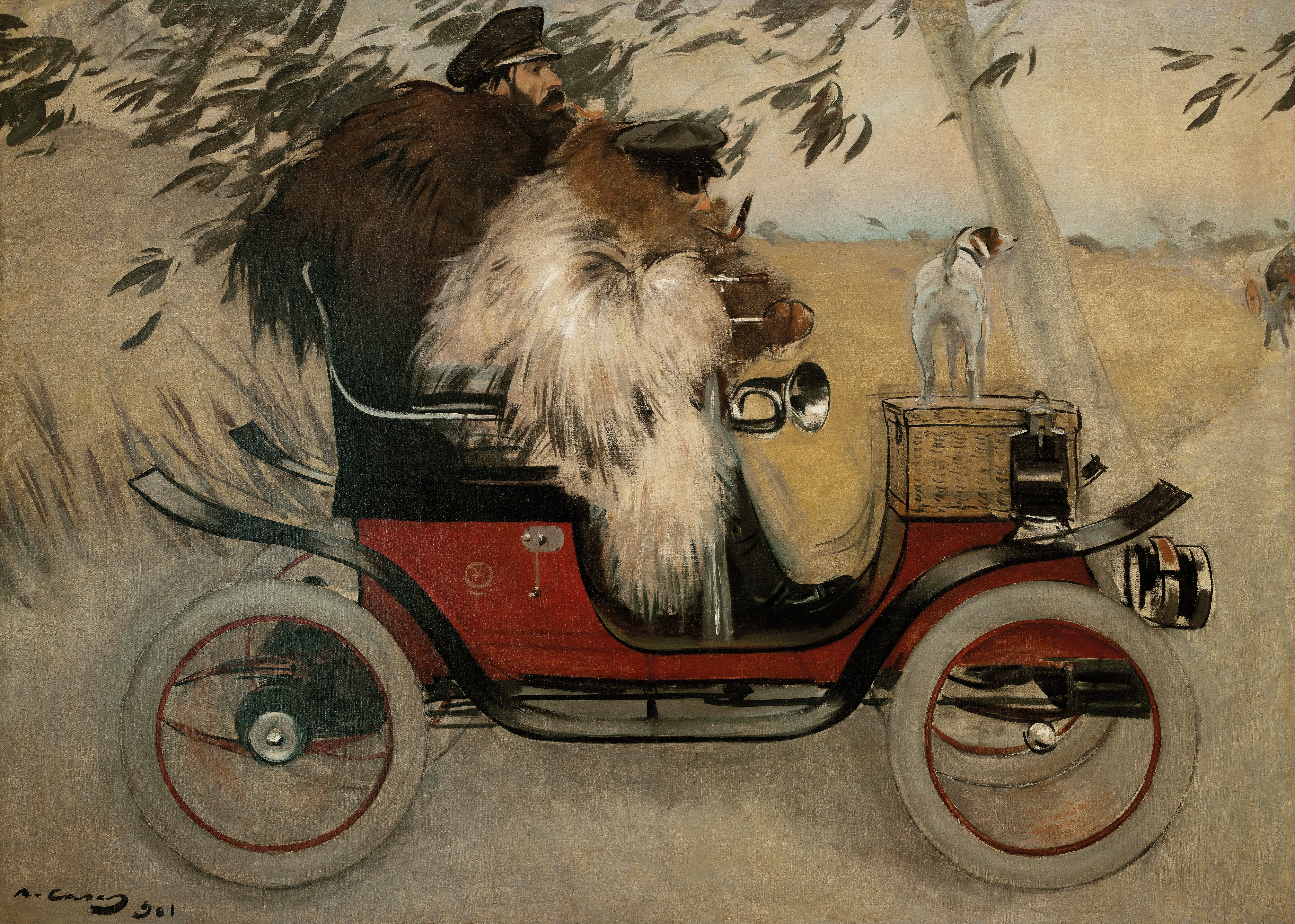
Ramon Casas och Pere Romeu i en bil (1901).
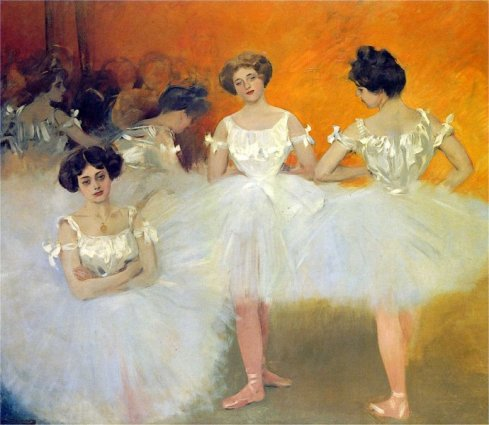
Ballerinor (cirka 1901).
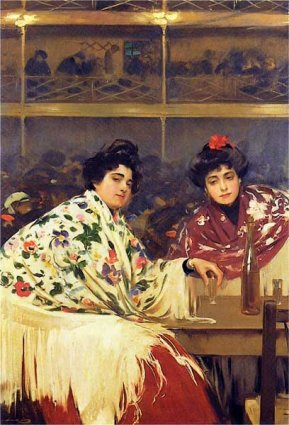
Café-concert (cirka 1901).
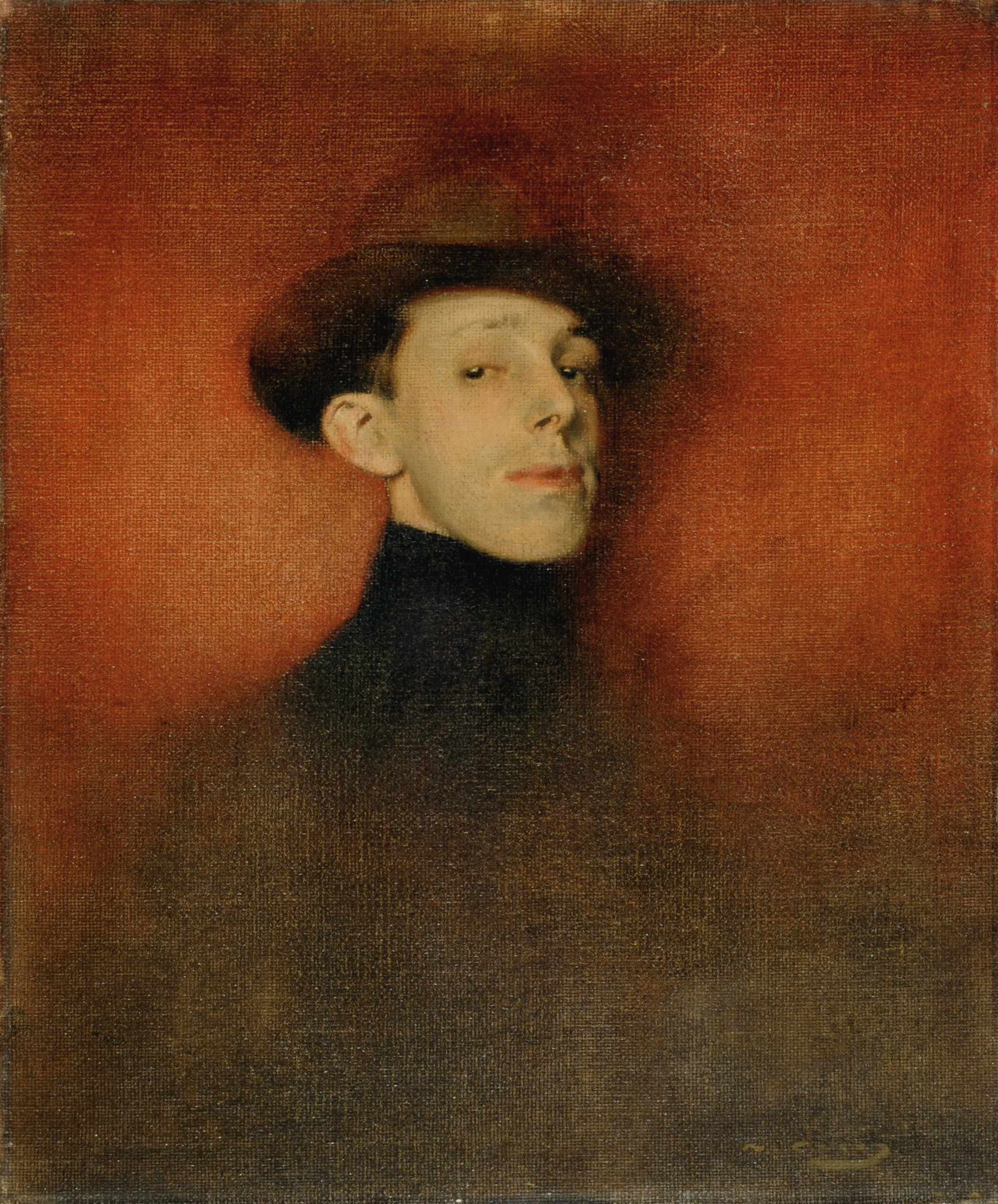
Alfonso XIII, kung av Spanien (1904).